# UCI ProSeries 2023
L'UCI ProSeries 2023 és la quarta edició de l'UCI ProSeries Tour, el segon nivell de competicions dins l'ordre d'importància de les curses ciclistes masculines rere l'UCI World Tour. Aquesta divisió, gestionada per la Unió Ciclista Internacional, està formada per 57 competicions organitzades entre el 22 de gener i el 15 d'octubre de 2023 a Europa, Amèrica i Àsia.

## Equips
Els equips poden participar en les diferents curses depenent de la seva llicència:
| Categoria                | Equips |
| ------------------------ | --- |
| 1.Pro (Cursa d'un dia)   | * UCI WorldTeam (max 70 %) * UCI ProTeam * Equip continental del país * Equip continental estranger (màx. 2) * Selecció nacional del país organitzador |
| 2.Pro (Cursa per etapes) | * UCI WorldTeam (max 70 %) * UCI ProTeam * Equip continental del país * Equip continental estranger (màx. 2) * Selecció nacional del país organitzador |

## Curses
Aquesta edició comprèn 57 curses, 33 d'un dia (1.Pro) i 24 per etapes (2.Pro). 49 de les curses es disputen a Europa, 6 a Àsia i 2 a Amèrica.

## Evolució del calendari
| Data              | Cursa                           | País             | Cat.  | Vencedor                 | Equip                              | Ref.   |
| ----------------- | ------------------------------- | ---------------- | ----- | ------------------------ | ---------------------------------- | ------ |
| 22-29 de gener    | Volta a San Juan                | Argentina        | 2.Pro | Miguel Ángel López       | Medellín-EPM                       | [ 3 ]  |
| 1-5 de febrer     | Volta a la Comunitat Valenciana | Espanya          | 2.Pro | Rui Costa                | Intermarché-Circus-Wanty           | [ 4 ]  |
| 11-14 de febrer   | Tour d'Oman                     | Oman             | 2.Pro | Matteo Jorgenson         | Movistar Team                      | [ 5 ]  |
| 12 de febrer      | Clàssica d'Almeria              | Espanya          | 1.Pro | Matteo Moschetti         | Q36.5 Pro                          | [ 6 ]  |
| 15-19 de febrer   | Volta a l'Algarve               | Portugal         | 2.Pro | Daniel Martínez          | Ineos Grenadiers                   | [ 7 ]  |
| 15-19 de febrer   | Volta a Andalusia               | Espanya          | 2.Pro | Tadej Pogačar            | UAE Team Emirates                  | [ 8 ]  |
| 25 de febrer      | Classic de l'Ardèche            | França           | 1.Pro | Julian Alaphilippe       | Soudal Quick-Step                  | [ 9 ]  |
| 26 de febrer      | La Drôme Classic                | França           | 1.Pro | Anthony Perez            | Cofidis                            | [ 10 ] |
| 26 de febrer      | Kuurne-Brussel·les-Kuurne       | Bèlgica          | 1.Pro | Tiesj Benoot             | Team Jumbo-Visma                   | [ 11 ] |
| 1 de març         | Trofeu Laigueglia               | Itàlia           | 1.Pro | Nans Peters              | AG2R Citroën                       | [ 12 ] |
| 15 de març        | Nokere Koerse                   | Bèlgica          | 1.Pro | Tim Merlier              | Soudal Quick-Step                  | [ 13 ] |
| 15 de març        | Milà-Torí                       | Itàlia           | 1.Pro | Arvid de Kleijn          | Tudor                              | [ 14 ] |
| 16 de març        | Gran Premi de Denain            | França           | 1.Pro | Sebastián Molano         | UAE Team Emirates                  | [ 15 ] |
| 17 de març        | Bredene Koksijde Classic        | Bèlgica          | 1.Pro | Gerben Thijssen          | Intermarché-Circus-Wanty           | [ 16 ] |
| 19-26 de març     | Tour de Hainan                  | Xina             | 2.Pro | suspès                   |                                    |        |
| 26 de març        | Gran Premi de Larciano          | Itàlia           | 1.Pro | Ben Healy                | EF Education-EasyPost              | [ 17 ] |
| 1 d'abril         | Gran Premi Miguel Indurain      | Espanya          | 1.Pro | Ion Izagirre             | Cofidis                            | [ 18 ] |
| 5 d'abril         | Scheldeprijs                    | Bèlgica          | 1.Pro | Jasper Philipsen         | Alpecin-Deceuninck                 | [ 19 ] |
| 12 d'abril        | Fletxa Brabançona               | Bèlgica          | 1.Pro | Dorian Godon             | AG2R Citroën                       | [ 20 ] |
| 17-21 d'abril     | Tour dels Alps                  | Itàlia i Àustria | 2.Pro | Tao Geoghegan Hart       | Ineos Grenadiers                   | [ 21 ] |
| 6 de maig         | Gran Premi de Morbihan          | França           | 1.Pro | Arnaud De Lie            | Lotto Dstny                        |        |
| 7 de maig         | Tro Bro Leon                    | França           | 1.Pro | Giacomo Nizzolo          | Israel-Premier Tech                | [ 22 ] |
| 10-14 de maig     | Volta a Hongria                 | Hongria          | 2.Pro | Marc Hirschi             | UAE Team Emirates                  | [ 23 ] |
| 16-21 de maig     | Quatre dies de Dunkerque        | França           | 2.Pro | Romain Grégoire          | Groupama-FDJ                       | [ 24 ] |
| 25-28 de maig     | Boucles de la Mayenne           | França           | 2.Pro | Oier Lazkano             | Movistar Team                      | [ 25 ] |
| 26-29 de maig     | Volta a Noruega                 | Noruega          | 2.Pro | Ben Tulett               | Ineos Grenadiers                   | [ 26 ] |
| 4 de juny         | Brussels Cycling Classic        | Bèlgica          | 1.Pro | Arnaud Démare            | Groupama-FDJ                       | [ 27 ] |
| 7-11 de juny      | ZLM Tour                        | Països Baixos    | 2.Pro | Olav Kooij               | Team Jumbo-Visma                   | [ 28 ] |
| 10 de juny        | Dwars door het Hageland         | Bèlgica          | 1.Pro | Rasmus Tiller            | Uno-X Pro                          | [ 29 ] |
| 13 de juny        | Mont Ventoux Dénivelé Challenge | França           | 1.Pro | Lenny Martinez           | Groupama-FDJ                       | [ 30 ] |
| 14-18 de juny     | Volta a Bèlgica                 | Bèlgica          | 2.Pro | Mathieu van der Poel     | Alpecin-Deceuninck                 | [ 31 ] |
| 14-18 de juny     | Volta a Eslovènia               | Eslovènia        | 2.Pro | Filippo Zana             | Team Jayco AlUla                   | [ 32 ] |
| 9-16 de juliol    | Volta al llac Qinghai           | Xina             | 2.Pro | Henok Mulubrhan          | Green Project-Bardiani CSF-Faizanè |        |
| 22-26 de juliol   | Tour de Valònia                 | Bèlgica          | 2.Pro | Filippo Ganna            | Ineos Grenadiers                   |        |
| 15-19 d'agost     | Volta a Burgos                  | Espanya          | 2.Pro | Primož Roglič            | Team Jumbo-Visma                   |        |
| 15-19 d'agost     | Volta a Dinamarca               | Dinamarca        | 2.Pro | Mads Pedersen            | Lidl-Trek                          |        |
| 17-20 d'agost     | Arctic Race of Norway           | Noruega          | 2.Pro | Stephen Williams         | Israel-Premier Tech                |        |
| 23-27 d'agost     | Volta a Alemanya                | Alemanya         | 2.Pro | Ilan Van Wilder          | Soudal Quick-Step                  |        |
| 3 de setembre     | Maryland Cycling Classic        | Estats Units     | 1.Pro | Mattias Skjelmose Jensen | Lidl-Trek                          |        |
| 3-10 de setembre  | Volta a la Gran Bretanya        | Regne Unit       | 2.Pro | Wout van Aert            | Team Jumbo-Visma                   |        |
| 10 de setembre    | Gran Premi de Fourmies          | França           | 1.Pro | Tim Merlier              | Soudal Quick-Step                  |        |
| 13 de setembre    | Gran Premi de Valònia           | Bèlgica          | 1.Pro | Gonzalo Serrano          | Movistar Team                      |        |
| 14 de setembre    | Coppa Sabatini                  | Itàlia           | 1.Pro | Marc Hirschi             | UAE Team Emirates                  |        |
| 14-17 de setembre | Volta al llac Taihu             | Xina             | 2.Pro | George Jackson           | Bolton Equities Black Spoke        |        |
| 17 de setembre    | Primus Classic                  | Bèlgica          | 1.Pro | Mathieu van der Poel     | Alpecin-Deceuninck                 |        |
| 20-24 de setembre | Volta a Luxemburg               | Luxemburg        | 2.Pro | Marc Hirschi             | UAE Team Emirates                  | [ 33 ] |
| 23-30 de setembre | Tour de Langkawi                | Malàisia         | 2.Pro | Simon Carr               | EF Education-EasyPost              | [ 34 ] |
| 28 de setembre    | Eurométropole Tour              | Bèlgica          | 1.Pro | Arnaud De Lie            | Lotto Dstny                        | [ 35 ] |
| 30 de setembre    | Giro de l'Emília                | Itàlia           | 1.Pro | Primož Roglič            | Team Jumbo-Visma                   | [ 36 ] |
| 2 d'octubre       | Coppa Bernocchi                 | Itàlia           | 1.Pro | Wout van Aert            | Team Jumbo-Visma                   |        |
| 3 d'octubre       | Sparkassen Münsterland Giro     | Alemanya         | 1.Pro | Per Strand Hagenes       | Team Jumbo-Visma                   |        |
| 3 d'octubre       | Tre Valli Varesine              | Itàlia           | 1.Pro | Ilan Van Wilder          | Soudal Quick-Step                  |        |
| 5 d'octubre       | Gran Piemont                    | Itàlia           | 1.Pro | Andrea Bagioli           | Soudal Quick-Step                  |        |
| 5-9 octubre       | Tour de Hainan                  | R.P. de la Xina  | 2.Pro | Óscar Sevilla            | Medellín-EPM                       | [ 37 ] |
| 8 d'octubre       | París-Tours                     | França           | 1.Pro | Riley Sheehan            | Israel-Premier Tech                | [ 38 ] |
| 11 octubre        | Giro del Vèneto                 | Itàlia           | 1.Pro | Dorian Godon             | AG2R Citroën                       |        |
| 15 d'octubre      | Japan Cup                       | Japó             | 1.Pro | Rui Costa                | Intermarché-Circus-Wanty           |        |
| 15 octubre        | Veneto Classic                  | Itàlia           | 1.Pro | Davide Formolo           | UAE Team Emirates                  |        |